# Działy (Zdziechów)
Działy – część wsi Zdziechów w Polsce położona w województwie mazowieckim, w powiecie szydłowieckim, w gminie Szydłowiec.
W latach 1975–1998 Działy administracyjnie należały do województwa radomskiego.